# 第66回天皇杯全日本サッカー選手権大会
第66回天皇杯全日本サッカー選手権大会（だい66かいてんのうはいぜんにほんサッカーせんしゅけんたいかい）は、1986年（昭和61年）12月20日から1987年（昭和62年）1月1日まで開かれた天皇杯全日本サッカー選手権大会である。

## 概要
- 本大会出場は32チーム。

## 出場チーム

### 日本サッカーリーグ1部
- マツダ（35回目）
- 日立製作所（22回目）
- 三菱重工（22回目）
- ヤンマーディーゼル（19回目）
- 日本鋼管（15回目）
- フジタ工業（15回目）
- 本田技研（13回目）
- 読売クラブ（12回目）
- ヤマハ発動機（10回目）
- 日産自動車（9回目）
- 松下電器（6回目）
- 古河電工（同時期に開催されたアジアクラブ選手権1986-87出場のため辞退）

### 北海道
- 札幌大学（12回目）

### 東北
- 秋田市役所（初出場）

### 関東
- 早稲田大学（22回目）
- 東芝（6回目）
- 国士舘大学（5回目）
- 甲府クラブ（3回目）
- 全日空横浜（2回目）

### 北信越
- 上田ジェンシャン（初出場）

### 東海
- トヨタ自動車（12回目）
- 西濃運輸（3回目）
- 藤枝市役所（2回目）

### 関西
- 田辺製薬（13回目）
- NTT関西（6回目）
- 兵庫教員団（2回目）
- 大阪ガス（初出場）

### 中国
- 川崎製鉄水島（3回目）

### 四国
- 帝人（17回目）
- 高知大学（初出場）

### 九州
- 福岡大学（12回目）
- 新日本製鐵（30回目）

## 試合

### 1回戦
- 古河電工 - 兵庫教員団（古河電工が棄権）
- 帝人 0-1 大阪ガス
- 読売クラブ 3-1 福岡大学
- 新日本製鐵 1(PK8-7)1 日立製作所
- 日産自動車 3-0 川崎製鉄水島
- NTT関西 0-4 マツダ
- 西濃運輸 3-2 田辺製薬
- 高知大学 0-3 フジタ工業
- 本田技研 3-0 甲府クラブ
- 全日空横浜 3-1 藤枝市役所
- 松下電器 1(PK3-1)1 トヨタ自動車
- 東芝 0-1 ヤマハ発動機
- 三菱重工 4-2 札幌大学
- 早稲田大学 0-1 ヤンマーディーゼル
- 国士舘大学 0(PK5-3)0 秋田市役所
- 上田ジェンシャン 1-7 日本鋼管

### 2回戦
- 兵庫教員団 1(PK3-2)1 大阪ガス
- 読売クラブ 2-1 新日本製鐵
- 日産自動車 2-0 マツダ
- 西濃運輸 0-2 フジタ工業
- 本田技研 5-1 全日空横浜
- 松下電器 0-2 ヤマハ発動機
- 三菱重工 0-1 ヤンマーディーゼル
- 国士舘大学 1-6 日本鋼管

### 準々決勝
- 兵庫教員団 0-5 読売クラブ
- 日産自動車 2-0 フジタ工業
- 本田技研 2(PK4-2)2 ヤマハ発動機
- ヤンマーディーゼル 0-3 日本鋼管

### 準決勝
- 読売クラブ 1(PK4-3)1 日産自動車
- 本田技研 0-1 日本鋼管

### 決勝
- 読売クラブ 2-1 日本鋼管